# Anette Olzon
Anette Olzon, burgerlijke naam Anette Blyckert, (Katrineholm, 21 juni 1971) is een Zweedse zangeres. Ze was van 24 mei 2007 tot 1 oktober 2012 de zangeres van de Finse band Nightwish.

## Biografie

### Jeugd
Olzon is opgegroeid in een muzikale familie. Ze zingt vanaf haar jeugd. Haar moeder liet haar op haar achtste al hobo spelen. Ze reisde in haar jeugd veel met haar moeder mee met haar moeders band. Soms zong ze op het podium.
Toen ze dertien werd, deed ze mee aan talentenshows. Ze speelde in haar eerste band toen ze zeventien was; voornamelijk covers van andere bands. Vervolgens speelde ze in de band Alyson Avenue: eerst als studiozangeres, daarna ook als leadzangeres. Met die band heeft ze sinds 2000 twee albums uitgebracht. Op haar 21ste speelde ze een rol in de rockopera/musical "Gränsland" in Helsingborg.
Naast dit alles deed ze ook mee aan andere projecten. Toen ze net was begonnen met zingen had ze les bij het Copenhaags muziek conservatorium; nu bij een privédocent bij de Malmö Music University.

### Nightwish
Ze kende Nightwish pas een paar maanden (via de dochter van haar vriendin), toen eind 2005 Tarja Turunen als leadzangeres werd ontslagen. Olzon was in die tijd zangeres in een ABBA-coverband. De geluidstechnicus zei dat ze een demo moest sturen; na wat getwijfel vroeg ze een paar bandleden om wat achtergrondmuziek op te nemen van het liedje Ever Dream van Nightwish. Toen het klaar was heeft ze het naar Nightwish' voorman Tuomas Holopainen gestuurd. Toen hij een e-mail terugstuurde zei hij dat hij helemaal weg was van haar stukje en vroeg haar om nog 3 liedjes te coveren van Nightwish: Nemo, Higher Than Hope, Wish I Had An Angel; als extra deed ze Kuolema Tekee Taiteilijan er nog bij.
Toen Nightwish op hun website bekendmaakte dat ze op zoek gingen naar een nieuwe zangeres bleven ze contact houden. Op 24 mei 2007 maakte de band bekend dat Anette hun nieuwe zangeres was geworden. De eerste single waarop Anette te horen is was Eva, uitgebracht op 25 mei. Het eerste nieuwe album met Anette, Dark Passion Play, verscheen in september dat jaar. In november 2011 werd dit album gevolgd door Imaginaerum.
Op 1 oktober 2012 maakte de band via haar website bekend dat Anette per direct werd vervangen door de Nederlandse metalzangeres Floor Jansen, die met Nightwish de geplande tour zou afmaken. Anette zelf zei dat het waarschijnlijk was omdat ze bekendgemaakt had dat ze zwanger was; de overige bandleden ontkenden dat en verklaarden dat Anette niet goed in de band paste.
Na haar tijd bij Nightwish heeft ze als solo-artiest enkele albums uitgebracht.